# I Want It All (песня из «Классного мюзикла»)
«I Want It All» - это песня из фильма Классный мюзикл: Выпускной кинокомпании Walt Disney Pictures, а также третий трек с одноименного саундтрека. Песня была исполнена Эшли Тисдейл и Лукасом Грейбилом в роли Шарпей Эванс и Райана Эванса.

## Информация о песне
Радиоверсия песни вышла в свет на Radio Disney 15 августа 2008 как часть Планетной Премьеры ролика. Полная версия песни была выпущена на iTunes 30 сентября 2008, доступна в цифровом формате. песня на достигла 1 строки на радио в еженедельном чарте. Она и ещё 11 других песен с саундтрека Классный мюзикл: Выпускной были предноминированы на «Лучшую Оригинальную Песню» на 81st Academy Awards. Окончательные номинации были оглашены 22 января 2009, и не одна из песен с саундтрека не получила номинацию., but according to Billboard, the song should have been nominated. Песня была использована в качестве музыкального фона на прослушиваниях Britain's Got Talent.

## Клипы

Эшли Тисдейл в роли Шарпей с Лукасом Грейбилом в роли Райана в клипе

Два предпросмотра сцены из фильма (сделанная как 2 официальных клипа) вышла в свет на Disney Channel во время мировой премьеры The Cheetah Girls: One World 22 августа 2008. В обоих участвуют Шарпей и Райан, поющие и танцующие о славе и гламуре, но играют разные части песни. Третий предпросмотр сцены из фильма был выпущен 17 октября 2008 года. В нём проигрывается часть песни и показываются совершенно новые сены с Шарпей и Райаном, ставшие суперзвездами и специальное появление Зака Эфрона.

## Список композиций
| №  | Название                               | Длительность |
| -- | -------------------------------------- | ------------ |
| 1. | «I Want It All» (Альбомная версия)     | 4:37         |
| 2. | «I Want It All» (Версия Radio Disney)  | 3:40         |
| 3. | «I Want It All» (Видеоверсия)          | 1:31         |
| 4. | «I Want It All» (Соло Лукаса Грейбила) | 0:50         |

## Появление в чарте
I Want It All оставалась до 4-х недель в чарте Bubbling Under Hot 100 Singles и никогда не входила в Billboard Hot 100. Также дебютировала #3 в чарте Hot 100 Singles Sales, но выпала на следующей неделе. Вне США песня дебютировала #75 в Канадском чарте Hot Digital Songs, но не вошла в официальный чарт. Также дебютировала #87 в UK Singles Chart, и дебютировала #7 в Australian ARIA Singles Chart.

### Чарты
| Чарт (2008)                                           | Наивысшая позиция |
| ----------------------------------------------------- | ----------------- |
| Australian ARIA Singles Chart                         | 7                 |
| Canadian Hot Digital Songs                            | 75                |
| Американский Billboard Bubbling Under Hot 100 Singles | 13                |
| Американский Billboard Hot 100 Singles Sales          | 3                 |
| UK Singles Chart                                      | 87                |